# PaST
PaST (англ. Primeval Structure Telescope, «телескоп первісної структури»), також званий 21CMA (англ. 21 Centimetre Array, 21-сантиметровий масив) — китайський масив радіотелескопів, призначений для виявлення найдавніших сяючих об'єктів у Всесвіті, включаючи перші зорі, вибухи наднових і чорні діри. Усі ці об'єкти були потужними джерелами ультрафіолетового випромінювання та іонізували оточуючу речовину. Структура цієї реіонізації відображає загальний розподіл густини на червоному зміщенні, яке відповідає формуванню перших яскравих об'єктів.

## Огляд
PaST має складатись з масиву з десяти тисяч антен, розташованих на площі в кілька квадратних кілометрів. Він повинен знімати детальне радіозображення неба на частотах в районі 1420 мегагерц. Телескоп побудований на високому плато Уластай на заході провінції Сіньцзян, у місці, віддаленому від більшості телевізійних і радіосигналів, які можуть заважати слабким фоновим сигналам на радіолінії водню 21 см.
Ця радіолінія утворюється при перебудові спінів електрона і ядра в атомі водню зі співнаправленого в протинаправлене розташування. Це електромагнітне випромінювання має точну частоту 1420 МГц, що еквівалентно довжині хвилі у вакуумі 21,1 см. Ця довжина хвилі або частота потрапляє в мікрохвильову радіообласть електромагнітного спектру, і вона часто спостерігається в радіоастрономії, оскільки ці радіохвилі можуть проникати крізь великі хмари міжзоряного космічного пилу, непрозорого для видимого світла.